# Salmo 87

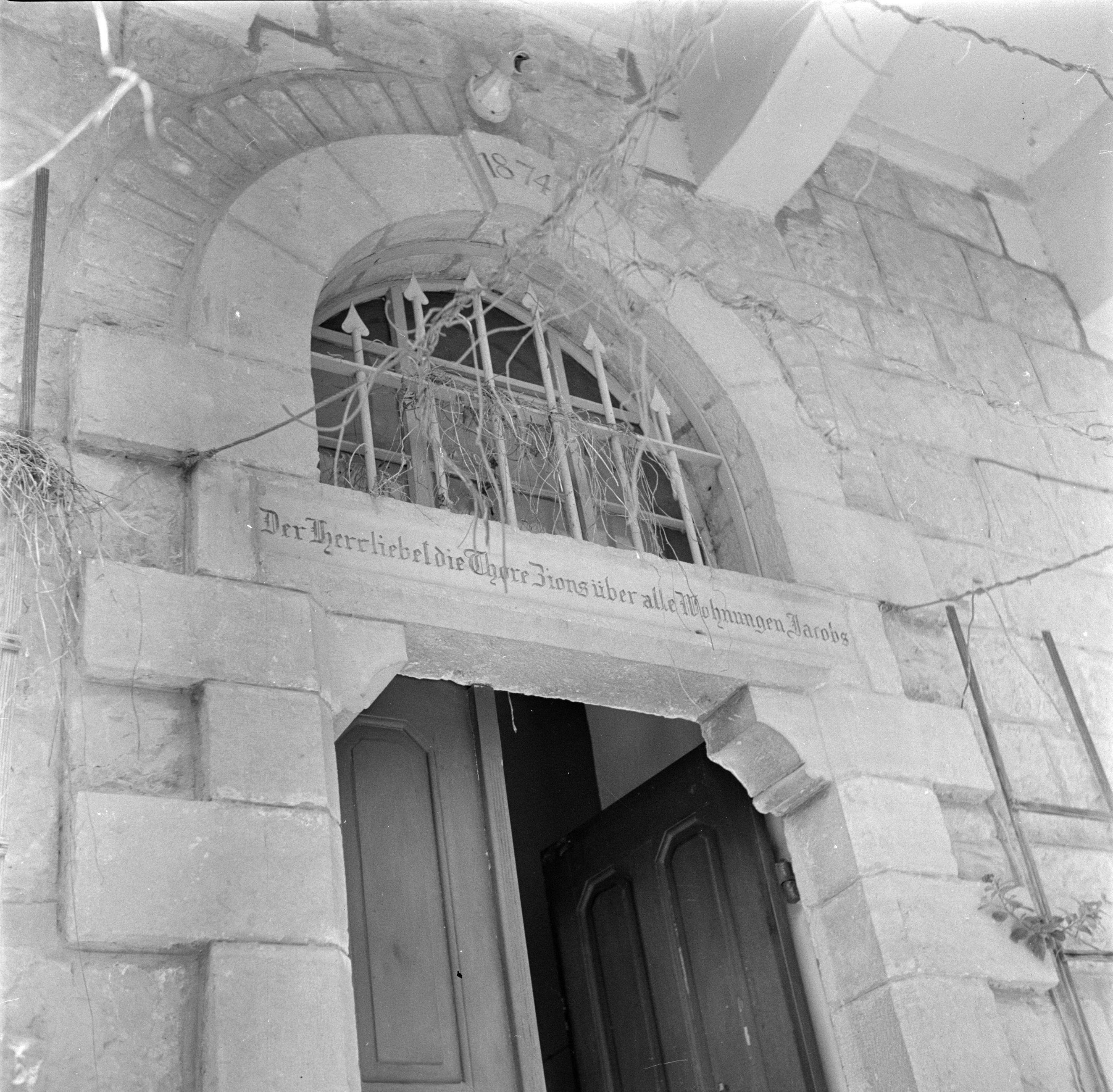
Inscripción alemana en el dintel de la puerta de un edificio de Jerusalén (1948) «El Señor ama las puertas de Sión más que todas las moradas de Jacob», del Salmo 87:2.

El Salmo 87 es el 87.º salmo del Libro de los Salmos, que comienza en inglés en la Versión King James: «Su fundamento está en los montes santos». En el sistema de numeración ligeramente diferente utilizado en las traducciones griega Septuaginta y latina Vulgata de la Biblia, este salmo es el Salmo 86. En latín, se conoce como «Fundamenta eius in montibus sanctis». Fue escrito por los hijos de Coré . Describe a Jerusalén como el centro del mundo o la «madre de las naciones», donde Dios colocó la Torá.
El salmo forma parte habitual de las liturgias judías y católicas. El salmo 87 ha sido parafraseado como el himno «De ti se dicen cosas gloriosas», y puesto en música desde el barroco hasta el contemporáneo y popular.
Los Salmos describen una visión espléndida de Jerusalén, en la que se imagina que personas de grupos históricamente adversarios de Israel «nacen en Sión» metafóricamente. Estos grupos, simbolizados por Rahab, que representa a Egipto, Babilonia, Filistea, Tiro y Cush, se unen en una reconciliación inesperada. En palabras de O. Palmer Robertson, esta representación significa una estrategia extraordinaria para vencer a los adversarios.

## Texto
La siguiente tabla muestra el texto en hebreo del salmo con vocales, junto con el texto griego koiné en la Septuaginta y la traducción al inglés de la Biblia del Rey Jacobo. Tenga en cuenta que el significado puede diferir ligeramente entre estas versiones, ya que la Septuaginta y el texto masorético provienen de tradiciones textuales diferentes.  En la Septuaginta, este salmo está numerado como Salmo 86.
| # | Hebreo                                                | Español | Griego |
| - | ----------------------------------------------------- | --- | --- |
| 1 | Script/Hebreo\|לִבְנֵי־קֹ֭רַח מִזְמ֣וֹר שִׁ֑יר יְ֝סוּדָת֗וֹ בְּהַרְרֵי־קֹֽדֶשׁ׃   | (Salmo o canto para los hijos de Coré.) Sus cimientos están en los montes sagrados.                                   | Τοῖς υἱοῖς Κορὲ ψαλμὸς ᾠδῆς. - ΟΙ ΘΕΜΕΛΙΟΙ αὐτοῦ ἐν τοῖς ὄρεσι τοῖς ἁγίοις·                                                   |
| 2 | אֹהֵ֣ב יְ֭הֹוָה שַׁעֲרֵ֣י צִיּ֑וֹן מִ֝כֹּ֗ל מִשְׁכְּנ֥וֹת יַעֲקֹֽב׃                   | El Señor ama las puertas de Sión más que todas las moradas de Jacob.                                                  | ἀγαπᾷ Κύριος τὰς πύλας Σιὼν ὑπὲρ πάντα τὰ σκηνώματα ᾿Ιακώβ.                                                                   |
| 3 | נִ֭כְבָּדוֹת מְדֻבָּ֣ר בָּ֑ךְ עִ֖יר הָאֱלֹהִ֣ים סֶֽלָה׃                        | Se dicen cosas gloriosas de ti, oh ciudad de Dios. Selah.                                                             | δεδοξασμένα ἐλαλήθη περὶ σοῦ ἡ πόλις τοῦ Θεοῦ. (διάψαλμα).                                                                    |
| 4 | אַזְכִּ֤יר ׀ רַ֥הַב וּבָבֶ֗ל לְֽיֹ֫דְעָ֥י הִנֵּ֤ה פְלֶ֣שֶׁת וְצֹ֣ר עִם־כּ֑וּשׁ זֶ֝֗ה יֻלַּד־שָֽׁם׃ | Haré mención de Rahab y Babilonia a los que me conocen: he aquí Filistea y Tiro, con Etiopía; este hombre nació allí. | μνησθήσομαι Ῥαὰβ καὶ Βαβυλῶνος τοῖς γινώσκουσί με· καὶ ἰδοὺ ἀλλόφυλοι καὶ Τύρος καὶ λαὸς τῶν Αἰθιόπων, οὗτοι ἐγενήθησαν ἐκεῖ. |
| 5 | וּ֥לְצִיּ֨וֹן ׀ יֵאָמַ֗ר אִ֣ישׁ וְ֭אִישׁ יֻלַּד־בָּ֑הּ וְה֖וּא יְכוֹנְנֶ֣הָ עֶלְיֽוֹן׃      | Y de Sión se dirá: «Este y aquel hombre nacieron en ella, y el más alto mismo la establecerá».                        | μήτηρ Σιών, ἐρεῖ ἄνθρωπος, καὶ ἄνθρωπος ἐγενήθη ἐν αὐτῇ, καὶ αὐτὸς ἐθεμελίωσεν αὐτὴν ὁ ῞Υψιστος.                              |
| 6 | יְֽהֹוָ֗ה יִ֭סְפֹּר בִּכְת֣וֹב עַמִּ֑ים זֶ֖ה יֻלַּד־שָׁ֣ם סֶֽלָה׃                   | El Señor contará, cuando escriba el pueblo, que este hombre nació allí. Selah.                                        | Κύριος διηγήσεται ἐν γραφῇ λαῶν καὶ ἀρχόντων τούτων τῶν γεγενημένων ἐν αὐτῇ. (διάψαλμα).                                      |
| 7 | וְשָׁרִ֥ים כְּחֹלְלִ֑ים כׇּֽל־מַעְיָנַ֥י בָּֽךְ׃                             | Allí estarán los cantores y los músicos: todos mis manantiales están en ti.                                           | ὡς εὐφραινομένων πάντων ἡ κατοικία ἐν σοί.                                                                                    |

## Comentarios
El salmo está clasificado como uno de los «Cánticos de Sion», que mira a la futura Jerusalén como el «centro de culto universal» y enumera algunas de las naciones circundantes (de las que han venido los prosélitos judíos a las fiestas) o como una «referencia a los judíos que vienen de diferentes países en la dispersión».
«Rahab» en el versículo 4 puede referirse al «monstruo primigenio aplacado por YHWH en la historia antigua» (cf. Salmo 89:10), aquí para representar a «Egipto», mientras que los «manantiales» (versículo 7) pueden simbolizar la «bendición divina», situando a Sion como «la fuente de los arroyos del Paraíso».
El salmo aparece en el álbum de 1975 Psalms for I de Prince Far I.

### De la Iglesia católica

#### A todo el salmo
Este salmo, al igual que otros como el 46, 48 y 67, es un canto a Sión, pero destaca especialmente el privilegio de haber nacido en ella (Sal 87,5-6). Su estructura se marca con el término Pausa (selah), dividiéndose en tres partes: una alabanza inicial a Jerusalén (vv. 1-3), el reconocimiento de su singularidad como madre (vv. 4-6) y una conclusión que inicia una canción en su honor (v. 7). Si se interpreta en el sentido de que todas las naciones serán parte del pueblo de Dios, su cumplimiento se ve reflejado en la Iglesia, que reúne a personas de todas las naciones (cfr. Hch 2,5). San Pablo refuerza esta imagen al llamar a la Jerusalén celestial "nuestra madre" en Ga 4,26.

#### A los versículos 4-6
Se presenta como un mensaje profético lo que dice el Señor. Según la interpretación tradicional, el texto anuncia que Dios llevará a naciones enemigas de Israel, como Egipto —llamado también «Rahab»— y Babilonia, a reconocer al Dios de Israel. Así, junto a otros pueblos menos relevantes del entorno mediterráneo y del sur, sus habitantes serán considerados como nacidos en Jerusalén, es decir, integrados en el pueblo de Dios. Esta visión se apoya en diversos textos bíblicos que afirman el carácter universal de la salvación.
Sin embargo, la frase final del versículo 4 —«han nacido allí»— también puede interpretarse como una referencia a los judíos que viven en la diáspora. En este caso, Dios estaría recordando a las naciones que cada israelita, sin importar dónde resida, pertenece a Jerusalén. De una u otra manera, todos los hijos de Jerusalén serán reconocidos como tales, ya que la ciudad es propiedad del Señor (v. 5). Este reconocimiento se expresa con la imagen del censo, en el que Dios inscribe a cada persona en su libro (v. 6). Del mismo modo, el cristiano considera a la Jerusalén celestial, es decir, la Iglesia, como su madre, ya que por ella recibe la vida de la gracia.

La salvación viene sólo de Dios; pero puesto que recibimos la vida de la fe a través de la Iglesia, ésta es nuestra madre: “Creemos en la Iglesia como la madre de nuestro nuevo nacimiento, y no en la Iglesia como si ella fuese el autor de nuestra salvación” (Fausto de Riez, De Spiritu Sancto, 1,2). Porque es nuestra madre, es también la educadora de nuestra fe. (…) La fe de la Iglesia precede, engendra, conduce y alimenta nuestra fe. La Iglesia es la madre de todos los creyentes. “Nadie puede tener a Dios por Padre si no tiene a la Iglesia por Madre”

## Usos

### Iglesia ortodoxa oriental
En la Iglesia ortodoxa, el Salmo 86 (Salmo 87 en el Texto Masorético) forma parte de la duodécima división Kathisma del Salterio, que se lee en las Vísperas de los miércoles por la tarde, así como los martes y jueves durante la Cuaresma, en los Maitines y la Nona, respectivamente. También forma parte de las Grandes Horas de la Nochebuena.

### Iglesia Ortodoxa Copta
En el Agpeya, el Libro de Horas de la Iglesia Copta, este salmo se reza en la oficina de Sexta.

### Libro de Oración Común
En el Libro de Oración Común de la Iglesia de Inglaterra, este salmo está destinado a ser leído la mañana del decimoséptimo día del mes.

## Ajustes musicales
El himno inglés «Glorious Things of Thee Are Spoken» de John Newton se basa en el Salmo 87, al igual que el himno alemán de 1984 «Alle meine Quellen entspringen in dir» de Leonore Heinzl, que cita el final del último versículo como estribillo. Más tarde se cantó con música de Haydn de Gott erhalte Franz den Kaiser (1797).
Heinrich Schütz puso música al salmo en una versión métrica en alemán, «Fest ist gegründet Gottes Stadt», SWV 184, como parte del Salterio Becker, publicado por primera vez en 1628. Marc-Antoine Charpentier compuso alrededor de 1680 «Fundamenta ejus in montibus sanctis», H.187, para 3 voces y continuo. El primer movimiento de la cantata de Bach Ihr Tore zu Zion, BWV 193, se basa en el versículo 2 del salmo.
Arthur Hutchings puso música al texto del Salmo 87 en su obra Her Foundations are on the Holy Hills, que también es el lema de la Universidad de Durham.